# Las Trojes, Guanajuato
Las Trojes är en ort i Mexiko.   Den ligger i kommunen Ocampo och delstaten Guanajuato, i den centrala delen av landet, 300 km nordväst om huvudstaden Mexico City. Las Trojes ligger 2 196 meter över havet och antalet invånare är 834.
Terrängen runt Las Trojes är platt åt nordväst, men åt sydost är den kuperad. Runt Las Trojes är det ganska glesbefolkat, med 31 invånare per kvadratkilometer. Närmaste större samhälle är Ocampo, 12,6 km nordväst om Las Trojes. Omgivningarna runt Las Trojes är i huvudsak ett öppet busklandskap.